# Więzienie nr 4 Zarządu Wojskowego NKWD Ochrony Tyłów Północnej Grupy Wojsk Armii Czerwonej
Więzienie nr 4 Zarządu Wojskowego NKWD Ochrony Tyłów Północnej Grupy Wojsk Armii Czerwonej – oficjalna nazwa obozu internowania zorganizowanego przez NKWD w Grudziądzu.
Obóz w Grudziądzu istniał najdłużej ze wszystkich obozów NKWD przeznaczonych dla Pomorzan: aresztowanych za przynależność do Armii Krajowej, Tajnej Organizacji Wojskowej "Gryf Pomorski", uciekinierów z Wehrmachtu oraz osób przynależnych do III grupy Volkslisty i Volkssturmu.
Został zlikwidowany dopiero we wrześniu 1945.
Pozostałe takie obozy mieściły się w Ciechanowie, Działdowie, Poznaniu, i w innych mniejszych punktach etapowych.

## Literatura
- Zbigniew Otremba, Grudziądz. Kronika dziejów miasta, wyd. Regnum, Gdańsk 1999 ISBN 83-907707-1-7.